# Injection intraosseuse

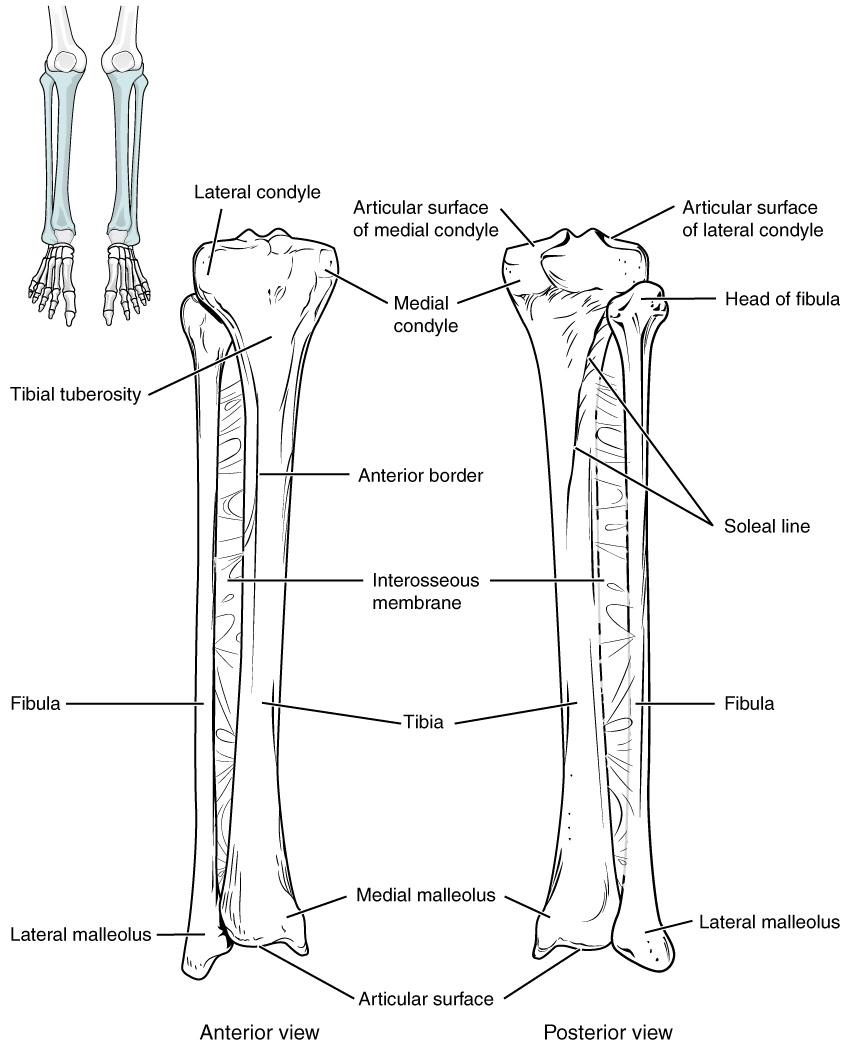
Schéma d'une Injection intraosseuse.

Une injection intraosseuse est une injection d'un liquide dans la moelle osseuse. C'est un point d'entrée du système vasculaire qui présente l'avantage de ne pas se collaber. C'est une technique de médecine d'urgence en général pratiquée lorsque la voie veineuse n'est pas accessible. Elle se fait essentiellement chez le nouveau-né ou le nourrisson. Une étude a montré qu'elle était plus intéressante que la voie intramusculaire, et équivalente à la voie intraveineuse.
Pour pratiquer l'injection, il faut percer le cortex dur de l'os pour atteindre la moelle. Elle se fait en général sur la partie antérieure du tibia, car l'os est proche de la peau et peut se localiser facilement par palpation. On peut également utiliser la partie antérieure du fémur, la crête iliaque supérieure et la tête de l'humérus